# Tredjemansrevision

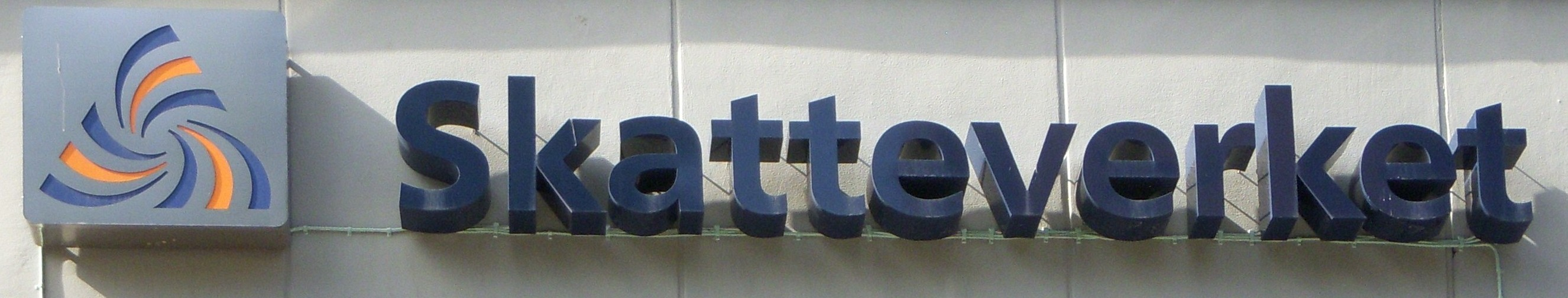
Skatteverket är den myndighet som främst använder sig av möjligheten att inhämta information om enskilda hos företag genom tredjemansrevision.

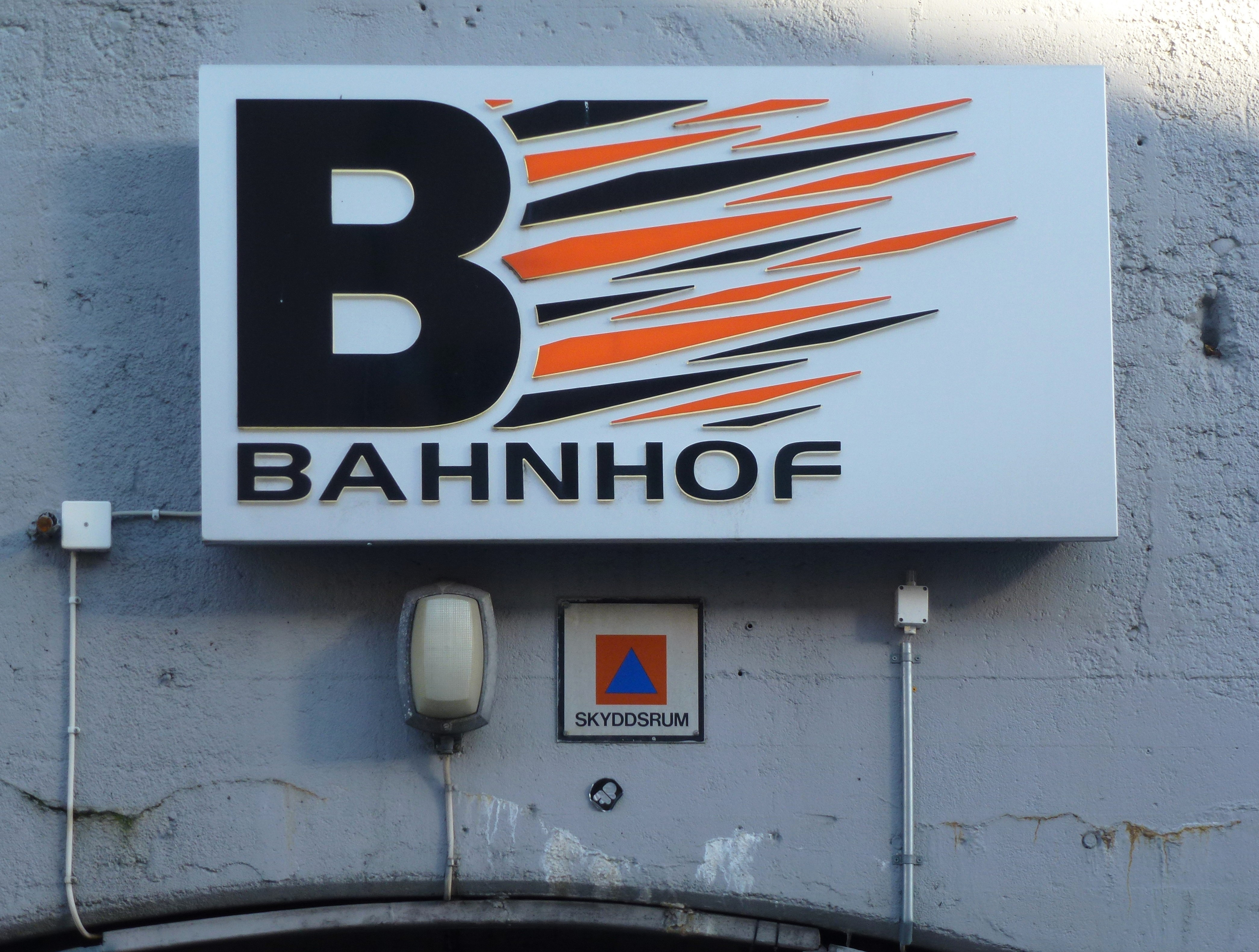
Bahnhof är ett av de företag som tvingats lämna ut information om sina kunder till Skatteverket genom tredjemansrevision. Totalt berördes ca 150.000 kunder.

Tredjemansrevision är den möjlighet som Skatteverket och Tullverket har att självständigt samla in uppgifter som skall användas för kontroll av annan än den som revideras, exempelvis för att granska uppgifter om enskilda hos banker och Internetleverantörer. Med tredje man förstås här den som formellt revideras, men kontrollen avser alltså egentligen någon annan. 
Det rör sig ofta om mycket stora mängder information som inhämtas. Ett exempel på förfarandet är den tredjemansrevision som Skatteverket inledde 2007 mot Internetleverantören Bahnhofs kunder som resulterade i att Bahnhof tvingades lämna ut kunduppgifter berörande ca 150.000 kunder för varje webbhotellskund, uppgifter om servertyp, samt uppgifter om konfigurationsfiler och liknande för varje server i webbhotellet där det framgår vilka domännamn som finns på servern. Ett ytterligare exempel är den granskning av säljare på köp- och säljsajter på Internet, exempelvis Blocket.se, som Skatteverket planlade 2005 och genomförde året därpå.
Det finns inte något krav på Skatteverket att informera företaget om vilka personer granskningen avser och det krävs inte att det har ingåtts något avtal eller liknande handling med någon av dessa personer. Ofta kan tredjemansrevision gälla kunder, leverantörer och andra intressenter i företagets verksamhet. Det finns inte heller någon skyldighet för Skatteverket att underrätta de personer som kontrollen egentligen avser.

## Förfarandets betydelse
De generella tredjemansrevisionerna anses av såväl Skatteverket som den offentliga utredning som överlämnade sitt betänkande i frågan i september 2013 ge det allmänna kontrollmöjligheter som är av stor betydelse för myndigheternas arbete att fastställa rättvisande underlag för beskattning. Detta gäller inte minst utredningar som omfattar grov ekonomisk brottslighet där en stor mängd företag har kopplingar till varandra, s.k. härvor. Enligt Skatteverket avser cirka 80–90 procent av de generella tredjemansrevisionerna utredningar om grov ekonomisk brottslighet. Kontrollmöjligheterna genom generell tredjemansrevision har inte heller ansetts kunna tillgodoses på ett lämpligt sätt genom användandet av andra kontrollmetoder.

## Kritik mot förfarandet
Möjligheten för Skatteverket att besluta om tredjemansrevision slopades av regeringen Bildt men återinfördes av regeringen Persson trots hård kritik från samtliga remissinstanser med undantag för dåvarande Riksskatteverket. Förfarandet är kritiserat för att inte uppfylla krav på rättssäkerhet och för att vara onödigt integritetskränkande. Det har ifrågasatts om generella tredjemansrevisioner står i strid med integritetsskydden enligt regeringsformen 2 kap 6 § samt Europakonventionens artikel 8, såsom varande "fishing expeditions" (d.v.s. en myndighets allmänna letande efter information för att se vad man kan hitta). De generella tredjemansrevisionerna har jämförts med massavlyssning genom FRA och FRA-lagen, bland annat av Sveriges Advokatsamfunds generalsekreterare Anne Ramberg och av IT&Telekomföretagen. Riksdagsledamöterna Camilla Lindberg och Annie Lööf har motionerat om att tredjemansrevision skall avskaffas på nytt och har även ställt skriftliga frågor till Anders Borg om sådant avskaffande. Fortsatt kritik har riktats mot Skatteverkets tredjemansrevisioner i remissvaren till Skatteförfarandeutredningens förslag till ny skatteförfarandelag. Lagrådet anförde i sitt yttrande att det är "[h]ögst anmärkningsvärt att [...] remissen inte innehåller något förslag om hur man avser att komma till rätta med de allmänt kritiserade effekterna av tredjemansrevision...". 